# Jagów
Jagów (niem. Jagow) – wieś sołecka w Polsce położona w województwie zachodniopomorskim, w powiecie choszczeńskim, w gminie Pełczyce. W latach 1975–1998 miejscowość administracyjnie należała do województwa gorzowskiego. W roku 2007 wieś liczyła 260 mieszkańców.

## Geografia
Wieś leży ok. 4 km na północny zachód od Pełczyc.

## Historia
Pierwsza wzmianka o wsi pochodzi z 1299 r. W 1. poł. XIV wieku było to lenno rodów rycerskich Billerbeck i Slemer. Wieś pograniczna, w XV wieku większa jej część leżała w granicach Pomorza (Billerbecków), mniejsza w granicach Nowej Marchii (lenno rodu von Waldow). W latach 20./30. XVII wieku była to już duża jednostka osadnicza, składająca się z 33 gospodarstw chłopskich i 6 zagrodniczych. Znajdowały się tu karczma, kuźnia oraz dwa młyny. W tym czasie cały majątek rycerski należał do Billerbecków. W 1690 r. dobra przejęli Lüdewitzowie, po czym – w 1713 r. – sprzedali je, zaś od 1776 r. właścicielami stała się rodzina von Armin. Od pocz. XIX wieku aż do roku 1945 majątek w Jagowie pozostawał w ręku rodu von Schröder. W poł. XIX w. była to wieś dworsko-chłopska, zamieszkana przez 359 osób, w tym 226 to ludność folwarczna. Poza dobrami szlacheckimi, liczącymi ponad 1000 ha (w ich skład wchodziły również tartak i cegielnia) było też 7 gospodarstw chłopskich i 7 zagrodniczych. W 1856 r. wzniesiono nowy kościół wg projektu Heinricha Wenzla, fundacji Friedricha von Schrödera. Po 1945 r. majątek upaństwowiono, tworząc na jego bazie Państwowe Gospodarstwo Rolne.

## Zabytki
Do wojewódzkiego rejestru zabytków wpisane są:
- kościół ewangelicki, obecnie pw. świętych Apostołów Piotra i Pawła z 1856 roku; kościół filialny, rzymskokatolicki należący do parafii Narodzenia Najświętszej Maryi Panny w Pełczycach, dekanatu Barlinek, archidiecezji szczecińsko-kamieńskiej, metropolii szczecińsko-kamieńskiej. Neoromański, z absydą i wieżą o hełmie ostrosłupowym.
- zespół pałacowy z XIX wieku, w skład którego wchodzą:
  - pałac - dwór nr 20, z XVIII/XIX wieku, późnobarokowy, piętrowy[7]
  - park z XIX wieku.